# Нано (певица)
Нано (яп. ナノ, стилизованно nano, также NANO; род. 12 июля 1988) — японская певица и автор песен.

## Биография
Нано родилась 12 июля 1988 года в Нью-Йорке в японской семье. В детстве стала увлекаться музыкой, особенно американской и британской. Позже она переехала в Японию с целью заняться музыкальной карьерой. Нано двуязычна: в равной степени владеет японским и английским языками.
В 2010 году она начала размещать на видеохостингах Nico Nico Douga и YouTube обычные и англоязычные кавер-версии песен вокалоидов и других исполнителей. Вскоре Нано обрела популярность и подписала контракт с лейблом Flying Dog. В 2012 году певица совершила профессиональный дебют, выпустив 14 марта студийный альбом Nanoir, который в день выхода занял 10-е место в ежедневном хит-параде Oricon. В марте 2013 года Нано провела первый концерт, на который все 2500 билетов были распроданы.
В мае 2018 года певица впервые провела концерт в США, выступив в Сан-Хосе (штат Калифорния). В ноябре того же года она выступила на Anisong World Matsuri во время фестиваля Anime NYC в Нью-Йорке.
Нано исполнила множество музыкальных заставок, использовавшихся в аниме: «Now or Never» для Phi Brain: Puzzle of God, «Exist» для Btooom!, «Savior of Song» для Arpeggio of Blue Steel: Ars Nova (с My First Story), «Born to Be» для Magical Warfare, «Sable» для M3: The Dark Metal, «Rock On.» для Arpeggio of Blue Steel: Ars Nova DC, «Bull’s Eye» для Aria the Scarlet Ammo AA, «Dreamcatcher» для Magical Girl Raising Project, «Star light, Star bright» для Conception и «Kemurikusa» для Kemurikusa.

## Дискография

### Синглы
| Дата            | Название                             | Высшие позиции | Высшие позиции |
| Дата            | Название                             | Oricon         |                |
| --------------- | ------------------------------------ | -------------- | -------------- |
| 23 мая 2012     | «Now or Never»                       | 25             |                |
| 10 октября 2012 | «No pain, No game»                   | 11             |                |
| 30 октября 2013 | «Savior of Song»                     | 10             |                |
| 19 февраля 2014 | «Born to Be»                         | 19             |                |
| 23 июля 2014    | «Infinity≠Zero / Sable»              | 31             |                |
| 28 октября 2015 | «Bull’s Eye»                         | 29             |                |
| 2 ноября 2016   | «Dreamcatcher»                       | 45             |                |
| 2 февраля 2017  | «My Liberation / Paraiso»            | 33             |                |
| 22 августа 2018 | «Utsushiyo no Yume» (ウツシヨノユメ) | 73             |                |
| 21 ноября 2018  | «Star light, Star bright»            | 77             |                |
| 6 февраля 2019  | «Kemurikusa»                         | 49             |                |

### Студийные альбомы
| Дата            | Название     | Высшие позиции | Высшие позиции |
| Дата            | Название     | Oricon         |                |
| --------------- | ------------ | -------------- | -------------- |
| 14 марта 2012   | Nanoir       | 12             |                |
| 27 февраля 2013 | N            | 8              |                |
| 28 января 2015  | Rock On.     | 6              |                |
| 31 мая 2017     | The Crossing | 20             |                |
| 18 марта 2020   | I            | 58             |                |
| 15 апреля 2021  | Anthesis     | 74             |                |

### Концертные альбомы
| Дата        | Название             | Высшие позиции | Высшие позиции |
| Дата        | Название             | Oricon         |                |
| ----------- | -------------------- | -------------- | -------------- |
| 5 июня 2013 | Remember your Color. | 24             |                |

### Альбомы ремиксов
| Дата         | Название       | Высшие позиции | Высшие позиции |
| Дата         | Название       | Oricon         |                |
| ------------ | -------------- | -------------- | -------------- |
| 13 июля 2016 | Nano’s Remixes | 50             |                |